# Albano Sant’Alessandro
Albano Sant’Alessandro (lombardul: Albà Sant Alisànt) település Olaszországban, Lombardia régióban, Bergamo megyében. Lakosainak száma 8264 fő (2023. január 1.). Albano Sant’Alessandro Brusaporto, Costa di Mezzate, Torre de’ Roveri, Seriate, Bagnatica, Montello, Pedrengo és San Paolo d’Argon községekkel határos.

## Népesség
A település népességének változása:
| Lakosok száma | 8251 | 8244 | 8264 |
|               | 2017 | 2018 | 2023 |